# Уайлд, Ульрих
У́льрих Уа́йлд — американский музыкальный продюсер, инженер и звукорежиссер, специализирующийся на музыке жанров рок и метал. Родился и вырос в Швейцарии, в настоящее время является натурализовавшимся гражданином США, живет в Лос-Анджелесе. Спродюсировал и свел альбомы таких групп как Dethklok (вымышленная метал-группа), Pantera, Static-X, Powerman 5000, Deftones, Seether, Bleeding Through, Breaking Benjamin, Taproot, Soil, а также саундтреки к фильмам, среди которых Фредди против Джейсона, Миссия невыполнима 2 и Дом восковых фигур. Также сделал ремиксы на песни группы Mindless Self Indulgence. Был номинирован на премию «Грэмми» в 1995 году за работу для группы White Zombie.